# Лидо Манфрија
Лидо Манфрија је насеље у Италији у округу Калтанисета, региону Сицилија.
Према процени из 2011. у насељу је живело 500 становника. Насеље се налази на надморској висини од 10 м.